# Micrurus filiformis
Micrurus filiformis (стрункий кораловий аспід) — вид отруйних змій родини аспідових (Elapidae). Мешкає в Південній Америці.

## Поширення і екологія
Стрункі коралові аспіди мешкають в Амазонії, на території Колумбії, Перу і Бразилії. Вони живуть у вологих тропічних лісах, трапляються в галерейних лісах у саванах, часто поблизу водойм. Зустрічаються на висоті до 400 м над рівнем моря. Живляться зміями, ящірками, амфісбенами і безхребетними.